# KRFK
KRFK er en dansk fodboldklub i Krogsbølle ved Otterup på Fyn. Forkortelsen KRFK står for Krogsbølle/Roerslev Fodbold Klub.
De spiller til dagligt i Albaniserien.